# Pohlschröder
Pohlschröder & Co. KG war ein deutsches Unternehmen aus Dortmund, das führend im Bereich der Tresortechnik war.
Den Hauptumsatz machte Pohlschröder mit Stahlbüromöbeln, daneben auch Regalsysteme, die weltweit vertrieben wurden.

## Geschichte
Die Firma Pohlschröder & Co. Kommanditgesellschaft, Dortmund, wurde im Jahr 1855 vom Schlossermeister Friedrich Pohlschröder gegründet und war weltweit vornehmlich als Hersteller von Geldschränken und Tresoranlagen bekannt. Friedrich Pohlschröder gründete das Unternehmen ausdrücklich als „Geldschrank-Fabrik“.
Nachdem Friedrich Pohlschröder im Jahr 1895 gestorben war, übernahm sein Sohn, Heinrich Pohlschröder, das Unternehmen und erweiterte es zusammen mit seinen Söhnen, Heinz und Hans, um das Geschäftsfeld der Produktion von Stahlbüromöbel und Archivregalanlagen. Die stählernen Büro- und Lagermöbel machten etwa 60 Prozent des Gesamtumsatzes aus. 1937/38 erhielt der damalige Neubau der Universitätsbibliothek Rostock eine selbsttragende  sechsgeschossige  Regalanlage mit Pohlschröder-Regalsystem, bei der sich die Regalpfosten vom Erdgeschoss bis zum Dach durchziehen.
Im ganzen Bundesgebiet verteilt, betreuten Niederlassungen die Kunden beispielsweise aus dem Bankenbereich. Ab 1952 war der promovierte und mit der Borchers-Plakette ausgezeichnete Ingenieur Gerhard Nebe (* 1932) für die Pohlschröder GmbH & Co. KG. als Betriebsingenieur, Konstruktions- und Technischer Leiter tätig, zuletzt als Geschäftsführer. Im Dortmunder Werk standen im Jahr 1955 560 Arbeiter und 160 Angestellte in Arbeit.
1975 wurde das 1.700 Mitarbeiter beschäftigende Unternehmen vom Hamburger Bergungsreeder Ulrich Harms übernommen. 1980 wurde Pohlschröder in das Joint Venture „Steelcase-Strafor“ mit Sitz in Strasbourg, welches zu je 50 % aus dem US-amerikanischen Unternehmen Steelcase Inc. aus Grand Rapids und dem französischen Unternehmen Strafor aus Strasbourg bestand, integriert.
2000 wurde die Firma Pohlschröder aufgelöst. Die Marke Pohlschröder behielt die Steelcase GmbH in Rosenheim.